# Velarifictorus hiulcus
Velarifictorus hiulcus är en insektsart som först beskrevs av Karsch 1893.  Velarifictorus hiulcus ingår i släktet Velarifictorus och familjen syrsor. Inga underarter finns listade i Catalogue of Life.